# Diabulus in Musica
I Diabulus in Musica sono un gruppo musicale symphonic metal spagnolo. Il gruppo si formò nel 2006 costituito da Zuberoa Aznárez, Gorka Elso, Adrián Vallejo e Jorge Arca.

## Formazione

### Formazione attuale
- Zuberoa Aznárez - voce
- Gorka Elso - tastiera
- Odei Ochoa - basso
- David Carrica - batteria
- Alexey Kolygin - chitarra

### Ex componenti
- Jorge Arca - basso
- Adrián M. Vallejo - chitarra
- Xabier Jareño - batteria
- Alejandro "Alex" Sanz - basso

## Discografia

### Album in studio
- 2010 – Secrets
- 2012 – The Wanderer
- 2014 – Argia
- 2016 – Dirge for the Archons
- 2020 - Euphonic Entropy

### EP
- 2009 – Secrets